# Salemkyrkan, Borensberg
Salemkyrkan, Borensberg är en kyrkobyggnad i Borensberg. Kyrkan tillhör Borensbergs baptistförsamling som var ansluten till Örebromissionen. Som senare uppgick i Evangeliska Frikyrkan.

## Historik
Den första kyrkan hete Salemkapellet och byggdes 1891 på den nuvarande plats där Salemkyrkan står. 1928 revs kapellet och den nya kapellet stod klart att invigas i oktober 1928 av Johan Ongman.

## Instrument
I kyrkan finns en hammondorgel elorgel med två manualer.